# Физические упражнения

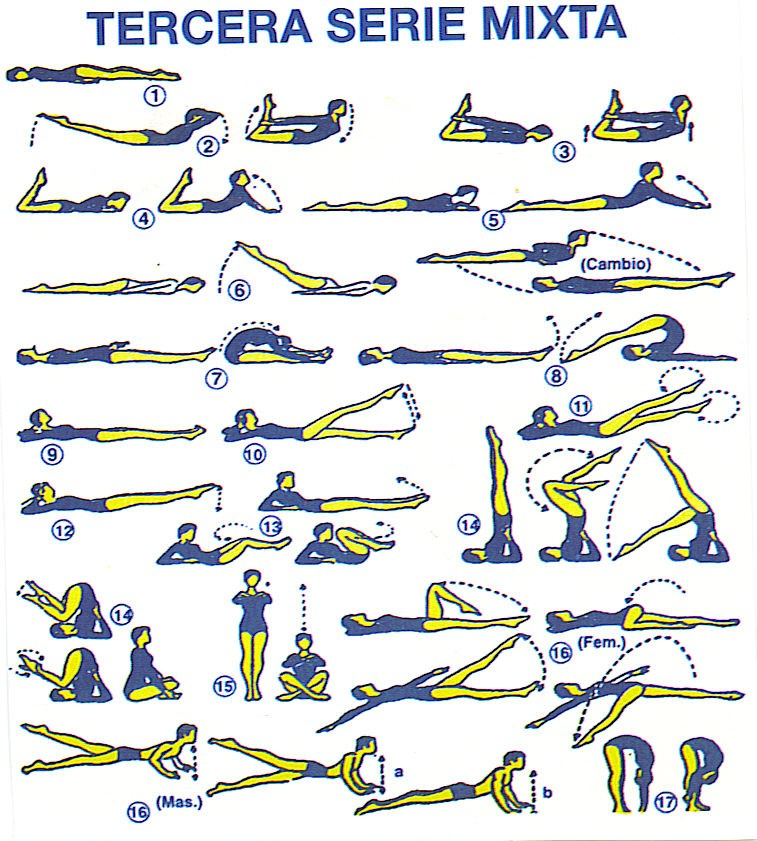
Один из видов гимнастического комплекса упражнений для развития мышц спины и живота

Физи́ческие упражне́ния — элементарные движения, составленные из них двигательные действия и их комплексы (гимнастический, атлетический), систематизированные в целях физического развития. Занятия физическими упражнениями постепенно вырабатывают в человеке необходимые для выживания качества: волю, смелость, уверенность в своих силах.

## Общая информация

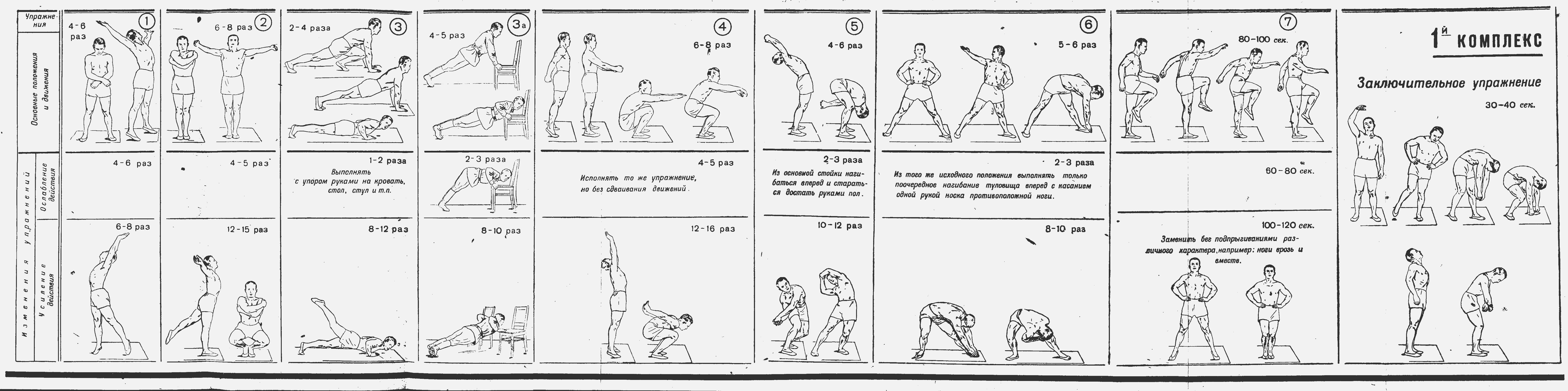

В основе всякого физического упражнения лежат мышечные сокращения. Бывают простыми (односуставными) и сложными (многосуставными). Для каждого упражнения мышцы определяют как активные (волевое действие человека) или пассивные (механическое движение тренажёра или напарника). Активными считают мышцы, сокращающиеся и приводящие в движение определённую структуру тела. Пассивными являются те, которые либо помогают сокращению, либо, начав движение делают устойчивыми первичную или вторичную структуры, которые способствуют движению.
Физические упражнения подразделяют на аналитические (искусственные) и синтетические (естественные). Аналитические упражнения разбивают движение на фазы, что позволяет точно дозировать нагрузку. Гимнастика построена на аналитических упражнениях. Синтетические упражнения состоят из многих фаз движения (прыжки, ходьба, бег, лазание, метание). Спорт построен на синтетических упражнениях.
Существуют много вариантов выполнения тех или иных физических упражнений, для любого из них всегда найдётся много различных способов поменять стимулирующую мышцу (путём изменения захвата, положения стоп, смены скорости движения).
Выбор специальных упражнений, их интенсивность (применяемый вес), объём (количество подходов и повторений), продолжительность и периодичность (количество занятий в неделю) определяют, исходя из индивидуальных возможностей и целей человека. Одним из способов определиться с этим — обратиться за консультацией к специалисту и получить индивидуальную программу и рекомендации, которые будут учитывать индивидуальные потребности и возможности.

## Классификация
Существуют много различных классификаций физических упражнений: по форме (на снарядах, со снарядами, без снарядов), биологическому признаку (для рук, ног, спины, груди, живота, шеи, дыхательные), методу (гимнастический, игровой, спортивный), качеству (на выносливость, силу, скорость), назначению (гигиенические, образовательные, прикладно-воспитательные).
- Силовые упражнения (подъём штанги, подтягивания) — направлены на увеличение мышц и силы
- Кардиоупражнения (быстрая ходьба, плавание) — полезны для сердца, улучшают выносливость и снижают вес тела
- Упражнения на растяжку мышц — направлены на улучшение гибкости тела
- Балансировочные упражнения (йога) — направлены на развитие равновесия, которые особенно полезны в зрелом возрасте

## Типы тренировок
- Аэробная тренировка с относительно высоким числом повторений движений направлена на улучшение выносливости
- Анаэробная тренировка с относительно большим отягощением направлена на развитие силы и скорости
- Интервальные тренировки с относительно высоким числом повторений движений, в которой сочетают относительно низкий уровень интенсивности с короткой по времени и взрывной работой относительно высокой интенсивности в рамках заранее запланированных для этого интервалах

## Питание и восстановление
Правильное питание так же важно для здоровья, как и упражнения. Во время тренировок становится ещё более важным иметь хорошую диету, чтобы обеспечить правильное соотношение макроэлементов в организме, обеспечивая при этом достаточное количество питательных микроэлементов, чтобы помочь организму в процессе восстановления после напряжённых упражнений.
Активное восстановление рекомендуется после физических упражнений, поскольку оно выводит лактат из крови быстрее, чем неактивное восстановление. Удаление лактата из кровообращения позволяет легко снизить температуру тела, что также может принести пользу иммунной системе, поскольку человек может быть уязвим перед незначительными заболеваниями, если температура тела падает слишком резко после физических упражнений.
Физические упражнения влияют на аппетит, но то, как они повышают или снижают аппетит, варьируется от человека к человеку и зависит от интенсивности и продолжительности упражнений.